# Monti Chu-Ili
I monti Chu-Ili (in kazako Шу-Іле таулары?, Şw-İle tawları; in russo Чу-Илийские горы?, Ču-Ilijskiie gory) sono una catena montuosa poco elevata e fortemente segnata dall'erosione situata a nord-ovest del Trans-Ili Alatau, nel sud del Kazakistan (regioni di Almaty e di Jambyl), che si diparte dai contrafforti del Tien Shan settentrionale. Verso sud si congiungono con il crinale dei monti Kindyktas - lo sperone nord-occidentale del Trans-Ili Alatau. La cresta di questi monti funge da spartiacque tra i bacini dei fiumi Chu e Ili.
Si estendono in direzione nord-ovest per 220 km verso la sponda occidentale del lago Balkhash, e raggiungono l'altezza massima - 1294 m - nel settore sud-orientale. Sono costituite da granito, scisto e calcare. Così come i monti Urali, anche le montagne di questa catena sono antiche e pesantemente intaccate dal vento e dall'erosione delle acque, e di conseguenza presentano cime piatte e pendii dolci. La regione sud-orientale è segnata dalle gole dei fiumi Kurty e Ili. A causa del loro scarso sviluppo altitudinale, i monti Chu-Ili non presentano in alcun punto una vegetazione di alta montagna, ma sono ricoperti da specie tipiche della steppa semidesertica. In primavera il paesaggio è abbellito dalle fioriture di tulipani, iris e papaveri. I pendii di questi monti vengono spesso utilizzati per il pascolo (soprattutto di pecore e capre).
I monti Chu-Ili sono attraversati dall'autostrada A2, una delle arterie più trafficate di tutta l'Asia centrale (Almaty-Bishkek-Shymkent-Tashkent). Il passo di Kurday e la stazione ferroviaria di Otar (25 km a nord dell'autostrada) sono divenuti importanti punti di transito proprio grazie a questa autostrada.